# Aixovall

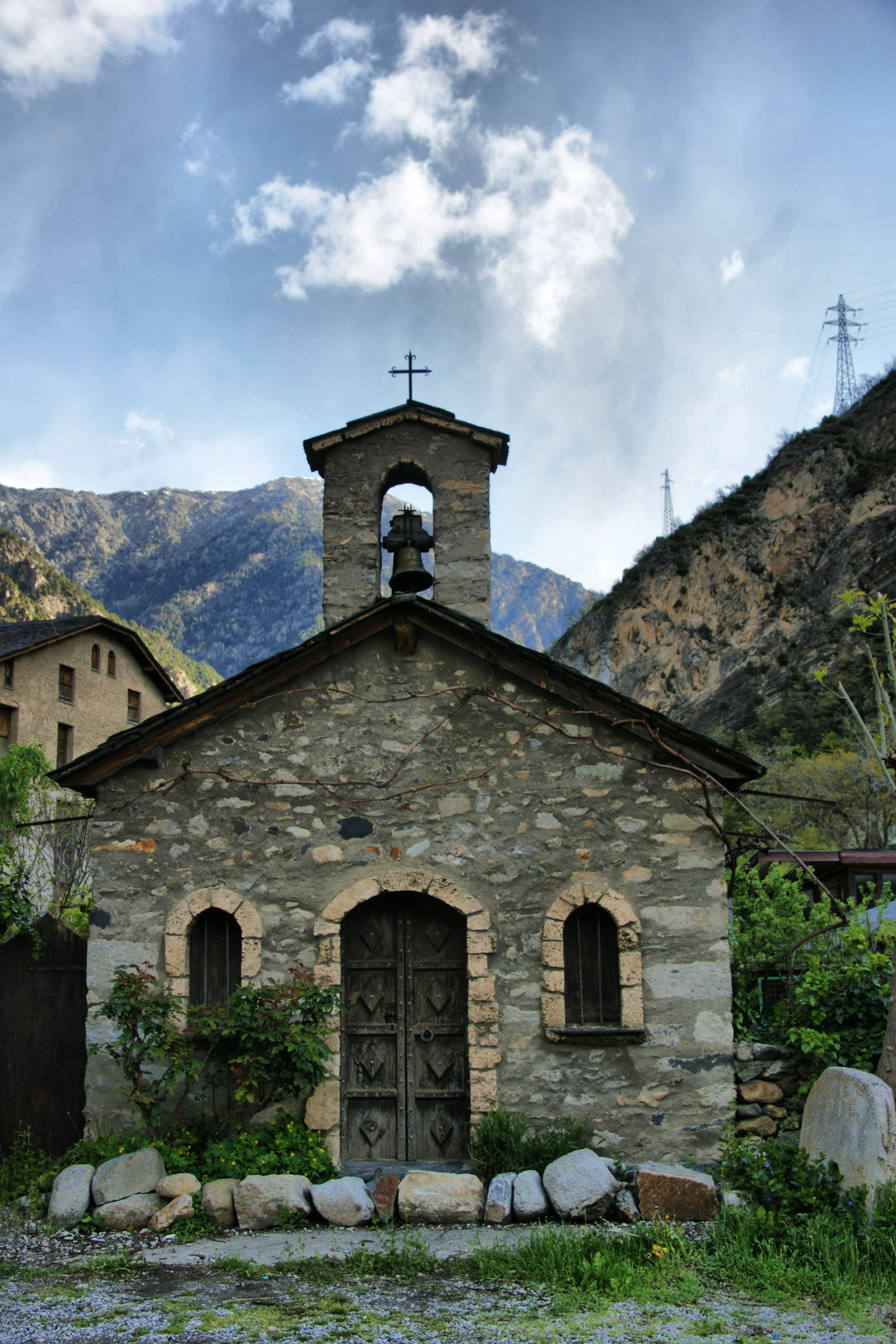
Kirche Santa Filomena d'Aixovall

Aixovall ist ein Dorf in der Parroquía Sant Julià de Lòria in Andorra. Im Jahr 2024 zählte es 77 Einwohner.
Aixovall liegt im Südwesten des Landes Andorra und im Norden der Parroquía Sant Julià de Lòria. Durch das Dorf fließen die Flüsse La Valira und Riu d'Os. Die Hauptstraße CG-1 bietet eine Anbindung an die fünf Kilometer entfernte Hauptstadt Andorra la Vella sowie an das etwa eineinhalb Kilometer entfernte Sant Julià de Lòria.